# La Bête (film, 1975)
Pour les articles homonymes, voir La Bête.
Pour plus de détails, voir Fiche technique et Distribution.
La Bête est un film d'horreur érotique français, écrit et réalisé par Walerian Borowczyk, sorti en 1975,.
Il s'agit d'une adaptation libre de la nouvelle Lokis de Prosper Mérimée.

## Synopsis
Dans un château, en France, un homme barbu, Mathurin de l'Espérance, regarde un étalon couvrir une jument. Au même moment, deux femmes américaines, Virginia et Lucy Broadhurst, arrivent pour une cérémonie de fiançailles, où Mathurin prend pour fiancée Lucy, la jeune Américaine, qui arrive. Mais le seigneur de la maison connaît des informations susceptibles de faire interdire la cérémonie. Le neveu de ce seigneur, père de Mathurin, enferme alors le seigneur dans sa bibliothèque, et prépare le fils pour la cérémonie. Mais Lucy a des rêves érotiques après la lecture d'un livre sur une malédiction ancienne, qui poursuit la famille, parce qu'une de ses femmes, il y a deux cents ans, a eu des rapports sexuels avec une bête monstrueuse, d'où vient la malédiction familiale…

## Fiche technique
Sauf indication contraire, les informations mentionnées dans cette section peuvent être confirmées par la base de données cinématographiques IMDb,  présente dans la section « Liens externes ».
- Titre : La Bête
- Réalisation : Walerian Borowczyk
- Scénario : Walerian Borowczyk
- Décors : Jacques d'Ovidio
- Costumes : Piet Bolscher
- Son : Michel Laurent, Jean-Pierre Ruh
- Photographie : Bernard Daillencourt, Marcel Grignon
- Musique : Domenico Scarlatti
- Montage : Walerian Borowczyk
- Production : Anatole Dauman
- Société de production : Argos Films
- Sociétés de distribution[3] : 
  - France : Argos Films, Gaumont Columbia TriStar Home Video
- Pays d'origine :  France
- Langues : français, anglais, italien
- Format : couleur - 1,66:1 - Mono - 16 mm
- Genre : drame, érotique, fantastique, horreur, romance
- Durée : 93 minutes (1h38); 103 minutes (1h43) (version longue)
- Dates de sorties en salles : 
  - France :  6 janvier 1975 (festival international du film fantastique d'Avoriaz); 20 août 1975 (sortie nationale)
- Film interdit aux moins de 18 ans de sa sortie en salles en France puis réévalué en interdit aux moins de 16 ans[4].

## Distribution
- Sirpa Lane : Romilda de l'Espérance
- Lisbeth Hummel : Lucy Broadhurst
- Elisabeth Kahson : Virginia Broadhurst
- Pierre Benedetti : Mathurin de l'Espérance
- Guy Tréjan : Pierre, marquis de l'Espérance
- Roland Armontel : le prêtre
- Jean Martinelli : Joseph, cardinal de Balo
- Marcel Dalio : Rammondelo, duc de Balo
- Robert Capia : Roberto Capia
- Pascale Rivault : Clarisse de l'Espérance
- Hassane Fall : Ifany
- Thierry Bourdon : Modeste
- Marie Testanière : Marie
- Stéphane Testanière : Stéphane

## Autour du film
- Avant de faire La Bête un long métrage, Walerian Borowczyk avait tout d'abord pensé en faire un court métrage intitulé La véritable histoire de la bête du Gévaudan, qui aurait pu faire partie de ses Contes immoraux.
Note : La véritable histoire de la bête du Gévaudan, une séquence de 22 minutes, est le rêve érotique qu'a Lucy après la lecture du livre sur la malédiction ancienne –  une des séquences qui figurera dans le long métrage.
- Le film a inspiré le réalisateur italien Alfonso Brescia pour son film érotique de science fiction La bestia nello spazio (litt. « La Bête dans l'espace »), sorti en 1980, avec la même actrice principale Sirpa Lane.
- L'édition en DVD du film par ArteVidéo en 2005 (ref: 3453277544253) propose dans ses bonus 6 courts métrages du réalisateur : Les Astronautes (1959), Renaissance (1963), Les Jeux des anges (1964), Rosalie (1966), Une Collection particulière (1977) et Scherzo Infernal (1985).